# Haemagogus albomaculatus
Haemagogus albomaculatus är en tvåvingeart som beskrevs av Theobald 1903. Haemagogus albomaculatus ingår i släktet Haemagogus och familjen stickmyggor. Inga underarter finns listade i Catalogue of Life.